# Kénitra flygbas
Kénitra flygbas är en flygplats i Marocko.   Den ligger i regionen Rabat-Salé-Kénitra, 40 km nordost om huvudstaden Rabat. Kénitra flygbas ligger 4 meter över havet.